# Судак-Фортеця
Судак-Фортеця (нім. Die Sudak-Festung, також Німецька колонія, у 1948 перейменован в Затишне/Уютне) — район міста Судак, колишнє село, зараз західна частина міста, на північ і на захід від Генуезької фортеці.

## Історія
За свідоцтвом академіка, мандрівника, видатного винороба Петра-Симона Палласа, наприкінці XVIII століття поруч з Генуезькою фортецею лежало кримськотатарське село з мечеттю. Після окупацією Кримського ханства Російською Імперією у 1783 році та початку гноблення місцевого населення з боку російської адміністрації та експропріації землі у кримськотатарських селян, більша частина жителів села покинула рідний край.
На їх місце в покинуте поселення на початку XIX століття прийшла невелика німецька колонія. За енциклопедичним словником «Die Deutschen Russlands» («Німці Росії»), німецька колонія Судак-Фортеця була заснована в 1805 році 16 сім'ями вихідців з Вюртембергу. Вперше колонія позначена на карті у 1836 році, як село на 10 дворів, а на карті 1842 німецька колонія «Судакська» позначена умовним знаком «мале село», що означає, що в ній налічувалося менш як 5 дворів. У першій половині XIX століття адміністративно входила спочатку до Кримського, потім — Цюріхтальського колоністського округу.
На 1816 мала 74 жителів, 1825 — 90, в 1857 році налічувалося 5 дворів та 11 безземельних сімей — 168 жителів. Заняття колоністів — садівництво, виноградарство, виробництво маркових вин.
У 1887 році в колонії побудовано лютеранську кірху.
Відповідно до Списку населених пунктів Кримської АРСР по Всесоюзному перепису 17 грудня 1926 року, в німецькій колонії Судак-Фортеця налічувалося 56 дворів та 276 осіб, з них 216 німців, 48 росіян, 1 українець, 1 єврей, 4 записані у графі «інші», діяла німецька школа І ступеня.
Під час Другої Світової війни, 18 серпня 1941 року кримські німці були виселені — спочатку в Ставропольський край, потім в Сибір і північний Казахстан.
У вересні 1944 року у район приїхали перші новосели (2469 сімей) зі Ставропольського краю Росії, а після передачі Криму до УРСР на початку 1950-х років була друга хвиля переселенців з різних областей України. Указом Президії Верховної Ради РРФСР від 18 травня 1948 року Німецьку колонію перейменували на Затишне (рос. Уютное).
У період із 1968 по 1977 роки село приєднали до Судака.

## Відомі уродженці
- Йоганн Людвіґ Ґросс — німецький художник, батько художника Фрідріха Йоганна (Федора Івановича) Ґросса.
- Зібер Микола Іванович — український економіст і соціолог, філософ.

## Галерея

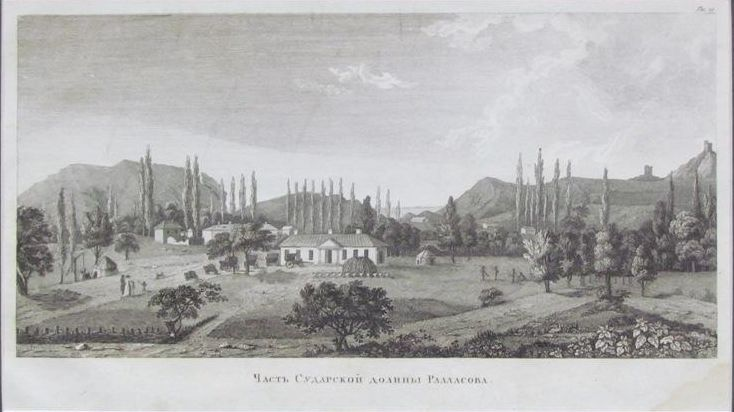
«Частина Сударської долини Ралласова» (німецька колонія). Аркуш з альбому до другої частини видання П. І. Сумарокова «Дозвілля кримського судді або Друга подорож до Тавриди» 1805 рік.
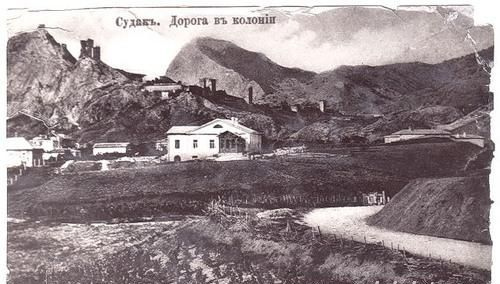
Дорога до німецької колонії. 1912 рік.
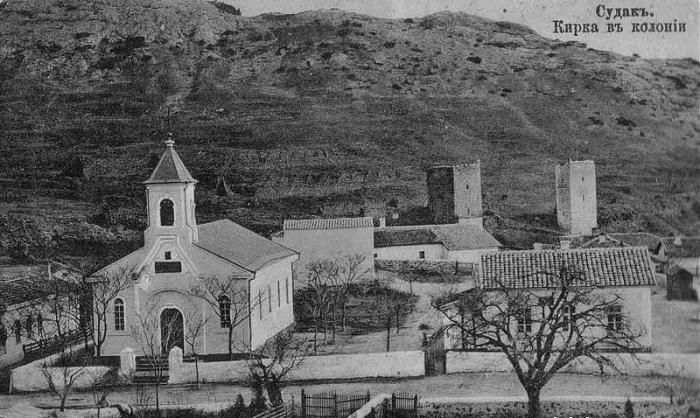
Лютеранська кірха у Судаку. 1912 рік.
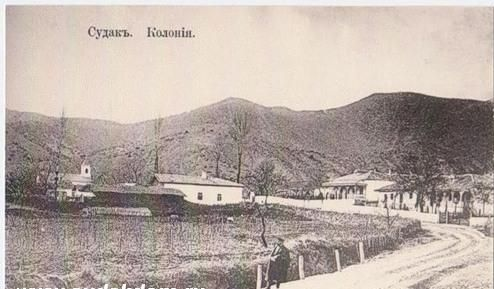
Німецька колонія. Судак, Крим, 1912 рік.
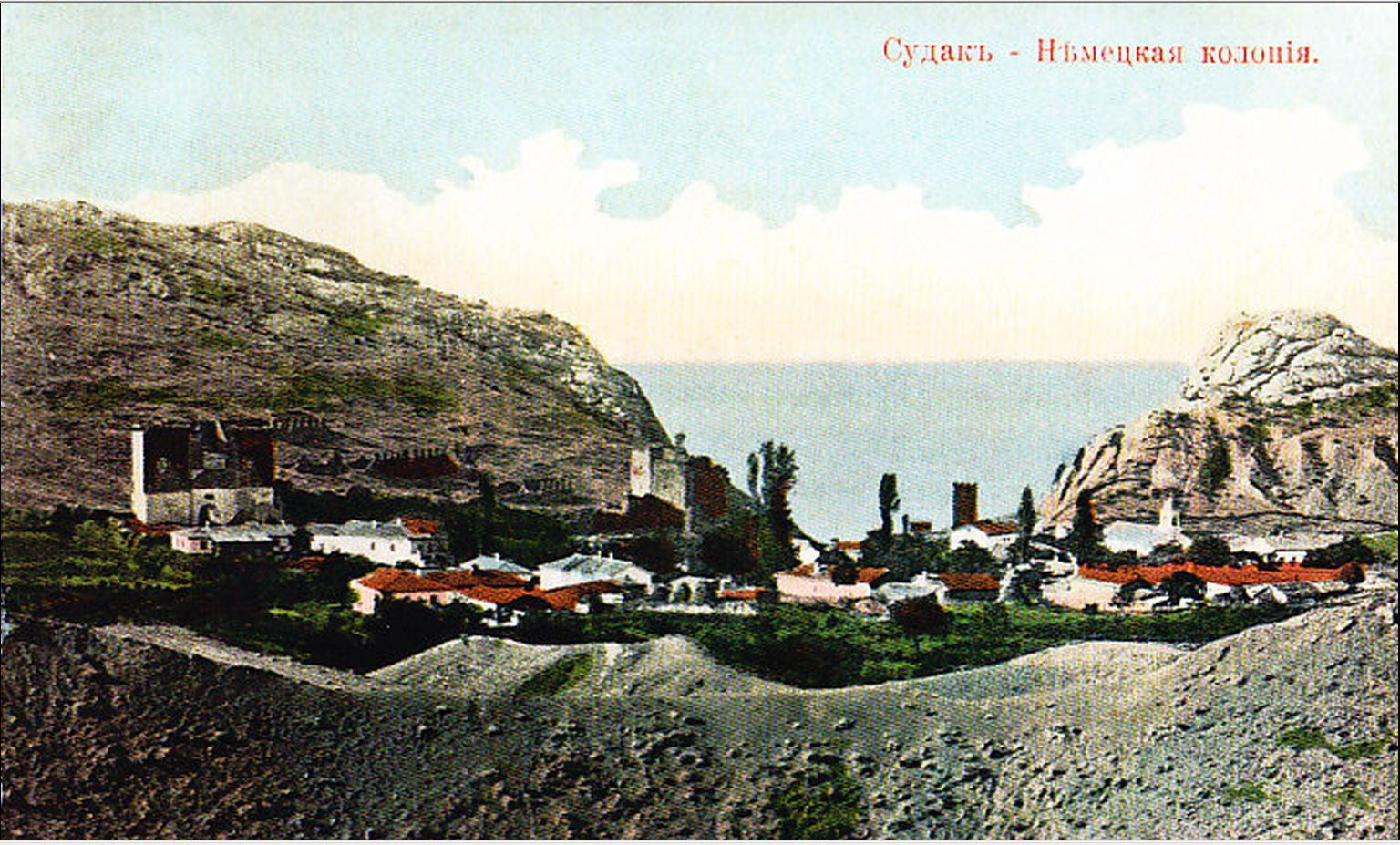
Судак – Німецька колонія. Поштова листівка, близько 1914 року.